# SteamOS

Juego, el Núcleo Linux, la Simple DirectMedia Layer et OpenGL.

SteamOS  es una distribución derivada de Arch Linux, basada en Linux y desarrollada por Valve como sistema operativo principal de la línea de videoconsolas Steam Machines y Steam Deck.

## Características
- Puede ser instalado en cualquier PC.[2]
- Orientado más a ser un media center que un SO[3] de uso general.[4]
- Gratuito para usuarios y desarrolladores.
- Optimizado para los juegos, el control y el control remoto.
- Permitirá jugar a juegos disponibles en Steam para otras plataformas vía streaming (por ejemplo de nuestro PC a una Steam Machine en nuestro salón).

## Recepción
SteamOS ha tenido una crítica positiva por parte de la comunidad Linux. En la LinuxCon 2013 en Edimburgo Linus Torvalds consideró a SteamOS como el mejor modelo de estandarización.

## Historia
Durante una conferencia en la LinuxCon del 2013, Gabe Newell, el director ejecutivo y cofundador de Valve, dijo que él creía que "Linux y el código abierto son el futuro de los videojuegos" (aunque sus creencias acerca de abrir el código de los videojuegos en sí son inciertas), y agregó que la empresa asistirá a los desarrolladores que quieran hacen sus juegos compatibles con Linux, y que iban a hacer un anuncio relacionado con la introducción de Linux a la sala de estar la próxima semana. El 20 de septiembre de 2013, Valve publicó un comunicado en su página titulado El Universo de Steam se Expande en 2014. Este dejaba ver tres nuevos anuncios que hablaban de "aún más maneras de unir los puntos para aquellos clientes que quieren Steam en el living." El primer anuncio fue revelado el 23 de septiembre como SteamOS. Valve dijo que habían "llegado a la conclusión de que el mejor ambiente para darle valor a sus clientes es un sistema operativo construido alrededor de Steam mismo." Gran parte del enfoque que se le dio a la revelación fue la apertura de este sistema, sus usuarios iban a poder alterar o reemplazar cualquier parte del software, y este sería gratis.
En octubre del 2013, Valve anuncio una conferencia de desarrolladores donde estos podrían probar y brindar información sobre el funcionamiento de SteamOS y las Steam Machines. El mismo mes, Nvidia anunció su colaboración con Valve para brindarle soporte a SteamOS con un paquete de desarrollo llamado Nvidia GameWorks que incorpora PhysX, OptiX, VisualFX y otras de sus APIs e implementaciones.
En noviembre del 2013, Valve confirmó que no iba a hacer ningún juego exclusivo para SteamOS y aconsejó a otros desarrolladores a no hacerlo ya que esto va contra de su filosofía de vender videojuegos sin importar que plataforma usan sus clientes para jugar. En diciembre anunciaron una versión beta de SteamOS que podría ser descargada el 13 de diciembre de 2013. Cuando lanzan esta versión, Valve sugiere esperar hasta el 2014 para usarla a menos que el usuario sea un entendido de Linux y este cómodo con el sistema operativo.
A mediados de octubre del 2015, comenzó la preventa de los Steam Controllers, Steam Link y las Steam Machines fabricadas por Alienware. El lanzamiento oficial de las Steam Machines fue el 10 de noviembre de 2015.